# Modifiche territoriali e amministrative dei comuni dell'Umbria
Questa pagina riassume tutte le modifiche territoriali ed amministrative dei comuni umbri dall'Unità ad oggi.
| Cod. Belfiore | Comune                            | Prov.      | Anno | Evento                       | Comune                         | Provincia  |
| ------------- | --------------------------------- | ---------- | ---- | ---------------------------- | ------------------------------ | ---------- |
| A045          | Acquasparta                       | PG         | 1927 | Cambia Provincia a           |                                | TR         |
| A207          | Allerona                          | PG         | 1927 | Cambia Provincia a           |                                | TR         |
| A242          | Alviano                           | PG         | 1927 | Cambia Provincia a           |                                | TR         |
| A262          | Amelia                            | PG         | 1927 | Cambia Provincia a           |                                | TR         |
| A439          | Arrone                            | PG         | 1927 | Cambia Provincia a           |                                | TR         |
| A464          | Ascrea                            | PG         | 1923 | Cambia Provincia e Regione a |                                | RM Lazio   |
| A472          | Aspra                             | PG         | 1923 | Cambia Provincia e Regione a |                                | RM Lazio   |
| A490          | Attigliano                        | PG         | 1927 | Cambia Provincia a           |                                | TR         |
| A691          | Baschi                            | PG         | 1927 | Cambia Provincia a           |                                | TR         |
| A710          | Bastia                            | PG         | 1863 | Cambia denominazione in      | Bastia Umbra                   | PG         |
| A765          | Belmonte                          | PG         | 1863 | Cambia denominazione in      | Belmonte in Sabina             | PG         |
| A765          | Belmonte in Sabina                | PG         | 1923 | Cambia Provincia e Regione a |                                | RM Lazio   |
| A913          | Bocchignano                       | PG         | 1880 | Aggregato al Com. di         | Montopoli di Sabina            | PG         |
| A913          | Bocchignano                       | PG         | 1923 | Cambia Regione Post Mortem   |                                | RM Lazio   |
| B446          | Calvi                             | PG         | 1863 | Cambia denominazione in      | Calvi dell'Umbria              | PG         |
| B446          | Calvi dell'Umbria                 | PG         | 1927 | Cambia Provincia a           |                                | TR         |
| B504          | Campello                          | PG         | 1863 | Cambia denominazione in      | Campello Sul Clitunno          | PG         |
| B504          | Campello Sul Clitunno             | PG         | 1927 | Aggregato al Com. di         | Spoleto                        | PG         |
| B504          | Campello Sul Clitunno             | PG         | 1930 | Ristaccato dal Com. di       | Spoleto                        | PG         |
| B595          | Canemorto                         | PG         | 1863 | Cambia denominazione in      | Orvinio                        | PG         |
| B595          | Orvinio                           | PG         | 1923 | Cambia Provincia E Regione a |                                | RM Lazio   |
| B631          | Cantalupo                         | PG         | 1863 | Cambia denominazione in      | Cantalupo in Sabina            | PG         |
| B631          | Cantalupo in Sabina               | PG         | 1923 | Cambia Provincia e Regione a |                                | RM Lazio   |
| B659          | Capitone                          | PG         | 1875 | Aggregato al Com. di         | Narni                          | PG         |
| B797          | Carnaiola                         | PG         | 1869 | Aggregato al Com. di         | Fabro                          | PG         |
| B934          | Casaprota                         | PG         | 1923 | Cambia Provincia e Regione a |                                | RM Lazio   |
| C092          | Castel di Lago                    | PG         | 1875 | Aggregato al Com. di         | Arrone                         | PG         |
| C098          | Castelvecchio                     | PG         | 1864 | Cambia denominazione in      | Castel di Tora                 | PG         |
| C098          | Castel di Tora                    | PG         | 1923 | Cambia Provincia e Regione a |                                | RM Lazio   |
| C117          | Castel Giorgio                    | PG         | 1927 | Cambia Provincia a           |                                | TR         |
| C224          | Castelnuovo                       | PG         | 1863 | Cambia denominazione in      | Castelnuovo di Farfa           | PG         |
| C224          | Castelnuovo di Farfa              | PG         | 1923 | Cambia Provincia e Regione a |                                | RM Lazio   |
| C252          | Castel Ritaldi                    | PG         | 1875 | Cambia denominazione in      | Castel Ritaldi e San Giovanni  | PG         |
| C252          | Castel Ritaldi e San Giovanni     | PG         | 1927 | Aggregato al Com. di         | Spoleto                        | PG         |
| C252          | Castel Ritaldi                    | PG         | 1930 | Ristaccato dal Com. di       | Spoleto                        | PG         |
| C257          | San Benedetto                     | PG         | 1863 | Cambia denominazione in      | Castel San Benedetto Reatino   | PG         |
| C257          | Castel San Benedetto Reatino      | PG         | 1873 | Aggregato al Com. di         | Rieti                          | PG         |
| C257          | Castel San Benedetto Reatino      | PG         | 1923 | Cambia Regione Post Mortem   |                                | RM Lazio   |
| C258          | Castel San Felice                 | PG         | 1880 | Aggregato al Com. di         | Sant'Anatolia di Narco         | PG         |
| C261          | Castel San Giovanni               | PG         | 1863 | Cambia denominazione in      | Castel San Giovanni di Spoleto | PG         |
| C261          | Castel San Giovanni di Spoleto    | PG         | 1875 | Aggregato al Com. di         | Castel Ritaldi                 | PG         |
| C267          | Castelsantangelo                  | PG         | 1861 | Cambia Regione Ante Nascitam |                                | MC Marche  |
| C289          | Castel Viscardo                   | PG         | 1927 | Cambia Provincia a           |                                | TR         |
| C490          | Cerchiara                         | PG         | 1863 | Cambia denominazione in      | Cerchiara in Sabina            | PG         |
| C490          | Cerchiara in Sabina               | PG         | 1875 | Aggregato al Com. di         | Poggio Fidoni                  | PG         |
| C490          | Cerchiara in Sabina               | PG         | 1923 | Cambia Regione Post Mortem   |                                | RM Lazio   |
| C527          | Cerreto                           | PG         | 1863 | Cambia denominazione in      | Cerreto di Spoleto             | PG         |
| C571          | Ceselli                           | PG         | 1875 | Aggregato al Com. di         | Scheggino                      | PG         |
| C575          | Cesi                              | PG         | 1927 | Cambia Provincia a           |                                | TR         |
| C575          | Cesi                              | TR         | 1927 | Aggregato al Com. di         | Terni                          | TR         |
| C841          | Collalto                          | PG         | 1893 | Cambia denominazione in      | Collalto Sabino                | PG         |
| C841          | Collalto Sabino                   | PG         | 1923 | Cambia Provincia e Regione a |                                | RM Lazio   |
| C849          | Collebaccaro                      | PG         | 1880 | Aggregato al Com. di         | Contigliano                    | PG         |
| C849          | Collebaccaro                      | PG         | 1923 | Cambia Regione Post Mortem   |                                | RM Lazio   |
| C857          | Colle di Tora                     | PG         | 1923 | Cambia Regione Ante Nascitam |                                | RM Lazio   |
| C859          | Collegiove                        | PG         | 1923 | Cambia Provincia e Regione a |                                | RM Lazio   |
| C863          | Collemancio                       | PG         | 1869 | Aggregato al Com. di         | Cannara                        | PG         |
| C873          | Collescipoli                      | PG         | 1927 | Cambia Provincia a           |                                | TR         |
| C873          | Collescipoli                      | TR         | 1927 | Aggregato al Com. di         | Terni                          | TR         |
| C874          | Collestatte                       | PG         | 1927 | Cambia Provincia a           |                                | TR         |
| C874          | Collestatte                       | TR         | 1927 | Aggregato al Com. di         | Terni                          | TR         |
| C880          | Colli di Labro                    | PG         | 1923 | Cambia Regione Ante Nascitam |                                | RM Lazio   |
| C946          | Concerviano                       | PG         | 1923 | Cambia Provincia e Regione a |                                | RM Lazio   |
| C959          | Configni                          | PG         | 1923 | Cambia Provincia e Regione a |                                | RM Lazio   |
| C969          | Contigliano                       | PG         | 1923 | Cambia Provincia e Regione a |                                | RM Lazio   |
| D108          | Costacciaro                       | PU Marche  | 1861 | Cambia Provincia e Regione a |                                | PG         |
| D124          | Cottanello                        | PG         | 1923 | Cambia Provincia e Regione a |                                | RM Lazio   |
| D454          | Fabro                             | PG         | 1927 | Cambia Provincia a           |                                | TR         |
| D493          | Fara                              | PG         | 1863 | Cambia denominazione in      | Fara in Sabina                 | PG         |
| D493          | Fara in Sabina                    | PG         | 1923 | Cambia Provincia e Regione a |                                | RM Lazio   |
| D538          | Ferentillo                        | PG         | 1927 | Cambia Provincia a           |                                | TR         |
| D570          | Ficulle                           | PG         | 1927 | Cambia Provincia a           |                                | TR         |
| D689          | Forano                            | PG         | 1923 | Cambia Provincia e Regione a |                                | RM Lazio   |
| D745          | Fossato                           | PG         | 1863 | Cambia denominazione in      | Fossato di Vico                | PG         |
| D785          | Frasso                            | PG         | 1863 | Cambia denominazione in      | Frasso Sabino                  | PG         |
| D785          | Frasso Sabino                     | PG         | 1923 | Cambia Provincia e Regione a |                                | RM Lazio   |
| D786          | Fratta                            | PG         | 1863 | Cambia denominazione in      | Umbertide                      | PG         |
| D787          | Fratta                            | PG         | 1863 | Cambia denominazione in      | Fratta Todina                  | PG         |
| E012          | Giano                             | PG         | 1863 | Cambia denominazione in      | Giano dell'Umbria              | PG         |
| E012          | Giano dell'Umbria                 | PG         | 1927 | Aggregato al Com. di         | Spoleto                        | PG         |
| E012          | Giano dell'Umbria                 | PG         | 1930 | Ristaccato dal Com. di       | Spoleto                        | PG         |
| E045          | Giove                             | PG         | 1927 | Cambia Provincia a           |                                | TR         |
| E160          | Greccio                           | PG         | 1923 | Cambia Provincia e Regione a |                                | RM Lazio   |
| E241          | Guardea                           | PG         | 1927 | Cambia Provincia a           |                                | TR         |
| E256          | Gubbio                            | PU Marche  | 1861 | Cambia Provincia e Regione a |                                | PG         |
| E393          | Labro                             | PG         | 1923 | Cambia Provincia e Regione a |                                | RM Lazio   |
| E613          | Lisciano                          | PG         | 1864 | Cambia denominazione in      | Lisciano Niccone               | PG         |
| E681          | Longone di San Salvatore Maggiore | PG         | 1863 | Cambia denominazione in      | Longone Sabino                 | PG         |
| E681          | Longone Sabino                    | PG         | 1923 | Cambia Provincia e Regione a |                                | RM Lazio   |
| E729          | Lugnano                           | PG         | 1863 | Cambia denominazione in      | Lugnano in Teverina            | PG         |
| E729          | Lugnano in Teverina               | PG         | 1927 | Cambia Provincia a           |                                | TR         |
| E812          | Magliano                          | PG         | 1863 | Cambia denominazione in      | Magliano Sabina                | PG         |
| E812          | Magliano Sabina                   | PG         | 1923 | Cambia Provincia e Regione a |                                | RM Lazio   |
| E927          | Marcetelli                        | PG         | 1923 | Cambia Provincia e Regione a |                                | RM Lazio   |
| F024          | Massa                             | PG         | 1863 | Cambia denominazione in      | Massa Martana                  | PG         |
| F090          | Meggiano                          | PG         | 1880 | Cambia denominazione in      | Piedipaterno sul Nera          | PG         |
| F090          | Piedipaterno sul Nera             | PG         | 1881 | Aggregato al Com. di         | Vallo di Nera                  | PG         |
| F319          | Mompeo                            | PG         | 1923 | Cambia Provincia e Regione a |                                | RM Lazio   |
| F430          | Montasola                         | PG         | 1923 | Cambia Provincia e Regione a |                                | RM Lazio   |
| F446          | Montebuono                        | PG         | 1923 | Cambia Provincia e Regione a |                                | RM Lazio   |
| F456          | Montecastello                     | PG         | 1863 | Cambia denominazione in      | Monte Castello di Vibio        | PG         |
| F457          | Montecastrilli                    | PG         | 1927 | Cambia Provincia a           |                                | TR         |
| F462          | Montecchio                        | TR         | 1948 | Staccato dal Com. di         | Baschi                         | TR         |
| F510          | Montefranco                       | PG         | 1927 | Cambia Provincia a           |                                | TR         |
| F513          | Montegabbione                     | PG         | 1927 | Cambia Provincia a           |                                | TR         |
| F521          | Montegiove                        | PG         | 1869 | Aggregato al Com. di         | Montegabbione                  | PG         |
| F540          | Monteleone                        | PG         | 1863 | Cambia denominazione in      | Monteleone di Spoleto          | PG         |
| F541          | Monteleone                        | PG         | 1863 | Cambia denominazione in      | Monteleone Sabino              | PG         |
| F541          | Monteleone Sabino                 | PG         | 1923 | Cambia Provincia e Regione a |                                | RM Lazio   |
| F543          | Monteleone                        | PG         | 1863 | Cambia denominazione in      | Monteleone d'Orvieto           | PG         |
| F543          | Monteleone d'Orvieto              | PG         | 1927 | Cambia Provincia a           |                                | TR         |
| F579          | Montenero                         | PG         | 1863 | Cambia denominazione in      | Montenero Sabino               | PG         |
| F579          | Montenero Sabino                  | PG         | 1923 | Cambia Provincia e Regione a |                                | RM Lazio   |
| F594          | Monterchi                         | AR Toscana | 1927 | Cambia Provincia e Regione a |                                | PG         |
| F594          | Monterchi                         | PG         | 1939 | Cambia Provincia e Regione a |                                | AR Toscana |
| F613          | Monterubbiaglio                   | PG         | 1879 | Aggregato al Com. di         | Castel Viscardo                | PG         |
| F619          | Monte San Giovanni                | PG         | 1882 | Cambia denominazione in      | Monte San Giovanni in Sabina   | PG         |
| F619          | Monte San Giovanni in Sabina      | PG         | 1923 | Cambia Provincia e Regione a |                                | RM Lazio   |
| F629          | Monte Santa Maria Tiberina        | AR Toscana | 1927 | Cambia Provincia e Regione a |                                | PG         |
| F630          | Monte Santa Maria                 | PG         | 1863 | Cambia denominazione in      | Monte Santa Maria in Sabina    | PG         |
| F630          | Monte Santa Maria in Sabina       | PG         | 1876 | Aggregato al Com. di         | Toffia                         | PG         |
| F630          | Monte Santa Maria in Sabina       | PG         | 1923 | Cambia Regione Post Mortem   |                                | RM Lazio   |
| F633          | Montesanto                        | PG         | 1863 | Cambia denominazione in      | Montesanto Viezi               | PG         |
| F633          | Montesanto Viezi                  | PG         | 1863 | Cambia denominazione in      | Montesanto Vigi                | PG         |
| F633          | Montesanto Vigi                   | PG         | 1879 | Aggregato al Com. di         | Sellano                        | PG         |
| F687          | Montopoli                         | PG         | 1863 | Cambia denominazione in      | Montopoli di Sabina            | PG         |
| F687          | Montopoli di Sabina               | PG         | 1923 | Cambia Provincia e Regione a |                                | RM Lazio   |
| F746          | Morro                             | PG         | 1863 | Cambia denominazione in      | Morro Reatino                  | PG         |
| F746          | Morro Reatino                     | PG         | 1923 | Cambia Provincia e Regione a |                                | RM Lazio   |
| F844          | Narni                             | PG         | 1927 | Cambia Provincia a           |                                | TR         |
| F876          | Nespolo                           | PG         | 1923 | Cambia Provincia e Regione a |                                | RM Lazio   |
| F911          | Nocera                            | PG         | 1863 | Cambia denominazione in      | Nocera Umbra                   | PG         |
| G038          | Oliveto                           | PG         | 1863 | Cambia denominazione in      | Oliveto in Sabina              | PG         |
| G038          | Oliveto in Sabina                 | PG         | 1876 | Aggregato al Com. di         | Torricella in Sabina           | PG         |
| G038          | Oliveto in Sabina                 | PG         | 1923 | Cambia Regione Post Mortem   |                                | RM Lazio   |
| G148          | Orvieto                           | PG         | 1927 | Cambia Provincia a           |                                | TR         |
| G189          | Otricoli                          | PG         | 1927 | Cambia Provincia a           |                                | TR         |
| G232          | Paganico Sabino                   | PG         | 1923 | Cambia Provincia e Regione a |                                | RM Lazio   |
| G322          | Papigno                           | PG         | 1927 | Cambia Provincia a           |                                | TR         |
| G322          | Papigno                           | TR         | 1927 | Aggregato al Com. di         | Terni                          | TR         |
| G344          | Parrano                           | PG         | 1927 | Cambia Provincia a           |                                | TR         |
| G351          | Pascelupo                         | PU Marche  | 1861 | Cambia Provincia e Regione a |                                | PG         |
| G351          | Pascelupo                         | PG         | 1878 | Aggregato al Nuovo Com. di   | Scheggia e Pascelupo           | PG         |
| G359          | Passignano                        | PG         | 1918 | Cambia denominazione in      | Passignano sul Trasimeno       | PG         |
| G432          | Penna                             | PG         | 1863 | Cambia denominazione in      | Penna in Teverina              | PG         |
| G432          | Penna in Teverina                 | PG         | 1927 | Cambia Provincia a           |                                | TR         |
| G507          | Petescia                          | PG         | 1923 | Cambia Provincia e Regione a |                                | RM Lazio   |
| G595          | Piediluco                         | PG         | 1927 | Cambia Provincia a           |                                | TR         |
| G595          | Piediluco                         | TR         | 1927 | Aggregato al Com. di         | Terni                          | TR         |
| G756          | Poggio Bustone                    | PG         | 1923 | Cambia Provincia e Regione a |                                | RM Lazio   |
| G757          | Poggio Catino                     | PG         | 1923 | Cambia Provincia e Regione a |                                | RM Lazio   |
| G759          | Poggio Fidoni                     | PG         | 1923 | Cambia Provincia e Regione a |                                | RM Lazio   |
| G763          | Poggio Mirteto                    | PG         | 1923 | Cambia Provincia e Regione a |                                | RM Lazio   |
| G764          | Poggio Moiano                     | PG         | 1923 | Cambia Provincia e Regione a |                                | RM Lazio   |
| G765          | Poggio Nativo                     | PG         | 1923 | Cambia Provincia e Regione a |                                | RM Lazio   |
| G770          | Poggio San Lorenzo                | PG         | 1923 | Cambia Provincia e Regione a |                                | RM Lazio   |
| G790          | Polino                            | PG         | 1927 | Cambia Provincia a           |                                | TR         |
| G881          | Porano                            | PG         | 1927 | Cambia Provincia a           |                                | TR         |
| G884          | Porchiano                         | PG         | 1863 | Cambia denominazione in      | Porchiano del Monte            | PG         |
| G884          | Porchiano del Monte               | PG         | 1876 | Aggregato al Com. di         | Amelia                         | PG         |
| G898          | Portaria                          | PG         | 1875 | Aggregato al Com. di         | Cesi                           | PG         |
| G898          | Portaria                          | TR         | 1927 | Passa Post Mortem            | da Cesi a Terni                | TR         |
| G898          | Portaria                          | TR         | 1929 | Passa Post Mortem            | da Terni a Acquasparta         | TR         |
| G938          | Posticciola                       | PG         | 1876 | Aggregato al Com. di         | Rocca Sinibalda                | PG         |
| G938          | Posticciola                       | PG         | 1923 | Cambia Regione Post Mortem   |                                | RM Lazio   |
| G951          | Pozzaglia                         | PG         | 1911 | Cambia denominazione in      | Pozzaglia Sabino               | PG         |
| G951          | Pozzaglia Sabino                  | PG         | 1923 | Cambia Provincia e Regione a |                                | RM Lazio   |
| H282          | Rieti                             | PG         | 1923 | Cambia Provincia e Regione a |                                | RM Lazio   |
| H354          | Rivodutri                         | PG         | 1923 | Cambia Provincia e Regione a |                                | RM Lazio   |
| H427          | Roccantica                        | PG         | 1923 | Cambia Provincia e Regione a |                                | RM Lazio   |
| H446          | Rocca Sinibalda                   | PG         | 1923 | Cambia Provincia e Regione a |                                | RM Lazio   |
| H469          | Rocchette                         | PG         | 1876 | Aggregato al Com. di         | Torri in Sabina                | PG         |
| H469          | Rocchette                         | PG         | 1923 | Cambia Regione Post Mortem   |                                | RM Lazio   |
| H713          | Salisano                          | PG         | 1923 | Cambia Provincia e Regione a |                                | RM Lazio   |
| H857          | San Gemini                        | PG         | 1927 | Cambia Provincia a           |                                | TR         |
| H925          | San Giovanni Reatino              | PG         | 1875 | Aggregato al Com. di         | Rieti                          | PG         |
| H925          | San Giovanni Reatino              | PG         | 1923 | Cambia Regione Post Mortem   |                                | RM Lazio   |
| I263          | Sant'Anatolia                     | PG         | 1863 | Cambia denominazione in      | Sant'Anatolia di Narco         | PG         |
| I263          | Sant'Anatolia di Narco            | PG         | 1927 | Aggregato al Com. di         | Spoleto                        | PG         |
| I263          | Sant'Anatolia di Narco            | PG         | 1930 | Ristaccato dal Com. di       | Spoleto                        | PG         |
| I323          | Sant'Elia                         | PG         | 1863 | Cambia denominazione in      | Sant'Elia Reatino              | PG         |
| I323          | Sant'Elia Reatino                 | PG         | 1875 | Aggregato al Com. di         | Rieti                          | PG         |
| I323          | Sant'Elia Reatino                 | PG         | 1923 | Cambia Regione Post Mortem   |                                | RM Lazio   |
| I381          | San Venanzo                       | PG         | 1927 | Cambia Provincia a           |                                | TR         |
| I398          | San Vito                          | PG         | 1863 | Cambia denominazione in      | San Vito in Monte              | PG         |
| I398          | San Vito in Monte                 | PG         | 1927 | Cambia Provincia a           |                                | TR         |
| I398          | San Vito in Monte                 | TR         | 1929 | Aggregato al Com. di         | San Venanzo                    | TR         |
| I499          | Scandriglia                       | PG         | 1923 | Cambia Provincia e Regione a |                                | RM Lazio   |
| I521          | Scheggia                          | PU Marche  | 1861 | Cambia Provincia e Regione a |                                | PG         |
| I521          | Scheggia                          | PG         | 1878 | Aggregato al Nuovo Com. di   | Scheggia e Pascelupo           | PG         |
| I522          | Scheggia e Pascelupo              | PU Marche  | 1861 | Cambia Regione Ante Nascitam |                                | PG         |
| I523          | Scheggino                         | PG         | 1927 | Aggregato al Com. di         | Spoleto                        | PG         |
| I523          | Scheggino                         | PG         | 1930 | Ristaccato dal Com. di       | Spoleto                        | PG         |
| I581          | Selci                             | PG         | 1923 | Cambia Provincia e Regione a |                                | RM Lazio   |
| I959          | Stimigliano                       | PG         | 1923 | Cambia Provincia e Regione a |                                | RM Lazio   |
| I981          | Stroncone                         | PG         | 1927 | Cambia Provincia a           |                                | TR         |
| I981          | Stroncone                         | TR         | 1927 | Aggregato al Com. di         | Terni                          | TR         |
| I981          | Stroncone                         | TR         | 1947 | Ristaccato dal Com. di       | Terni                          | TR         |
| L046          | Tarano                            | PG         | 1923 | Cambia Provincia e Regione a |                                | RM Lazio   |
| L117          | Terni                             | PG         | 1927 | Cambia Provincia a           |                                | TR         |
| L189          | Toffia                            | PG         | 1923 | Cambia Provincia e Regione a |                                | RM Lazio   |
| L275          | Torre Orsina                      | PG         | 1927 | Cambia Provincia a           |                                | TR         |
| L275          | Torre Orsina                      | TR         | 1927 | Aggregato al Com. di         | Terni                          | TR         |
| L286          | Torri                             | PG         | 1863 | Cambia denominazione in      | Torri in Sabina                | PG         |
| L286          | Torri in Sabina                   | PG         | 1923 | Cambia Provincia e Regione a |                                | RM Lazio   |
| L293          | Torricella                        | PG         | 1863 | Cambia denominazione in      | Torricella in Sabina           | PG         |
| L293          | Torricella in Sabina              | PG         | 1923 | Cambia Provincia e Regione a |                                | RM Lazio   |
| L466          | Tuoro                             | PG         | 1922 | Cambia denominazione in      | Tuoro sul Trasimeno            | PG         |
| L517          | Ussita                            | PG         | 1861 | Cambia Regione Ante Nascitam |                                | MC Marche  |
| L525          | Vacone                            | PG         | 1923 | Cambia Provincia e Regione a |                                | RM Lazio   |
| L627          | Vallo                             | PG         | 1863 | Cambia denominazione in      | Vallo di Nera                  | PG         |
| L627          | Vallo di Nera                     | PG         | 1927 | Aggregato al Com. di         | Spoleto                        | PG         |
| L627          | Vallo di Nera                     | PG         | 1930 | Ristaccato dal Com. di       | Spoleto                        | PG         |
| L653          | Valtopina                         | PG         | 1927 | Aggregato al Com. di         | Foligno                        | PG         |
| L653          | Valtopina                         | PG         | 1947 | Ristaccato dal Com. di       | Foligno                        | PG         |
| L676          | Varco                             | PG         | 1873 | Cambia denominazione in      | Varco Sabino                   | PG         |
| L676          | Varco Sabino                      | PG         | 1923 | Cambia Provincia e Regione a |                                | RM Lazio   |
| M078          | Visso                             | PG         | 1861 | Cambia Provincia e Regione a |                                | MC Marche  |
| M078          | Visso                             | MC Marche  | 1927 | Cambia Provincia e Regione a |                                | PG         |
| M078          | Visso                             | PG         | 1929 | Cambia Provincia e Regione a |                                | MC Marche  |
| M258          | Avigliano Umbro                   | TR         | 1975 | Staccato dal Com. di         | Montecastrilli                 | TR         |